# Fabian Jeker
Fabian Jeker (Frenkendorf, 28 de noviembre de 1968) es un exciclista suizo que fue profesional desde 1991 hasta 2005.

## Palmarés
| 1992 - Vuelta a Galicia, más 1 etapa 1995 - 1 etapa de la Dauphiné Libéré 1996 - Escalada a Montjuic 1998 - Escalada a Montjuic 2000 - Escalada a Montjuic 2001 - Vuelta a la Comunidad Valenciana - 1 etapa del G. P. do Minho - Vuelta a Portugal, más 2 etapas | 2002 - 1 etapa de la Vuelta al Alentejo - G. P. do Minho, más 2 etapas 2003 - 1 etapa de la París-Niza - Vuelta a Asturias, más 1 etapa - Trofeo Joaquim Agostinho, más 2 etapas 2004 - 1 etapa del Tour de Romandía - 2.º en el Campeonato de Suiza Contrarreloj 2005 - 3.º en el Campeonato de Suiza Contrarreloj |

## Resultados en Grandes Vueltas y Campeonatos del Mundo
| Carrera         | Carrera         | 1991 | 1992 | 1993 | 1994 | 1995 | 1996 | 1997 | 1998 | 1999 | 2000 | 2001 | 2002 | 2003 | 2004 | 2005 |
| --------------- | --------------- | ---- | ---- | ---- | ---- | ---- | ---- | ---- | ---- | ---- | ---- | ---- | ---- | ---- | ---- | ---- |
|                 | Giro de Italia  | —    | —    | —    | Ab.  | Ab.  | —    | 31.º | 49.º | —    | —    | —    | —    | —    | —    | —    |
|                 | Tour de Francia | —    | Ab.  | 79.º | —    | 68.º | —    | —    | —    | 57.º | —    | —    | —    | —    | —    | —    |
|                 | Vuelta a España | —    | —    | —    | —    | —    | 22.º | 25.º | —    | Ab.  | 25.º | 71.º | 13.º | 65.º | Ab.  | —    |
| Mundial en Ruta | Mundial en Ruta | 49.º | Ab.  | Ab.  | Ab.  | —    | 21.º | Ab.  | Ab.  | —    | 44.º | —    | —    | 75.º | 59.º | —    |

―: no participa

Ab.: abandono

## Equipos
- Helvetia (1991-1992)
- Castorama (1993-1994)
- Festina (1995-2000)
- Milaneza-MSS (2001-2003)
- Saunier Duval-Prodir (2004-2005)